# Lucien Auguste Letteron
Lucien Auguste Letteron né à Champigny le 15 janvier 1844 et mort à Bastia le 21 avril 1918 est un prêtre catholique, enseignant et historien français.
Il est connu pour ses travaux sur l'histoire de la Corse.

## Biographie
Né le 15 janvier 1844 à Champigny (Yonne), fils de sabotier, Lucien Auguste Letteron, ordonné prêtre en 1866, enseigne au petit séminaire d’Auxerre de 1864 à 1874. Il poursuit en même temps ses études et est reçu à l’agrégation des lettres. Il décide alors de se consacrer entièrement à l’enseignement, il est nommé successivement au lycée de Sens et au lycée de Châteauroux.
En 1878, il est nommé au lycée de Bastia, dont il est le seul professeur agrégé, et où il restera jusqu’à l’âge de la retraite en 1905. Pendant cette période, il forme 26 générations d’élèves de seconde puis de rhétorique, qui recevront un enseignement solide en littérature, grammaire, latin et grec. Le professeur est consciencieux, il enseigne de façon traditionnelle et efficace, il corrige les copies régulièrement et suit ses élèves et leurs lectures.
Ecclésiastique d’un tempérament timide, le chanoine Letteron passe son temps libre à lire les auteurs classiques et contemporains pour ses cours et découvre l’histoire de la Corse. Pour en faire connaître les sources historiques et scientifiques, il prend  l’initiative de fonder à Bastia une société savante, à l’instar de celle de son département d’origine, la Société des sciences historiques et naturelles de l'Yonne, dont il était membre depuis 1876. Il rassemble autour de lui dès l’année 1880 des notables éclairés pour créer une société dont l’objet sera de « recueillir et publier les documents et mémoires concernant l’histoire de la Corse et développer en Corse l’étude des sciences naturelles ». 
De 1881 à sa mort, le 21 avril 1918, le chanoine Letteron passe ses loisirs de professeur à recopier dans les salles de lecture des bibliothèques et des archives tous les textes inédits qu’il trouve, les édite, les fait imprimer, corrige les épreuves et les publie dans le Bulletin de la Société des sciences historiques et naturelles de la Corse créé en 1881. Il y publie aussi les travaux d'autres membres de cette société. Cette activité d’érudit le conduit à classer les fonds des ouvrages manuscrits et des recueils de documents d’archives conservés à la bibliothèque municipale de Bastia. Il jouit à Bastia et en Corse d’une grande notoriété.
Une rue de Bastia porte son nom.